# 小行星6533
小行星6533（6533 Giuseppina）是一颗绕太阳运转的小行星，为主小行星带小行星。该小行星于1995年2月24日发现。

## 轨道参数
小行星6533的轨道半长轴为2.6386016 UA，离心率为0.039。